# Jakub Selimoski
Jakub ef. Selimoski (Kičevo, 1946. – Istanbul, 29. ožujka 2013.), makedonski je teolog, 11. po redu reis-ul-ulema u razdoblju SFR Jugoslavije.

## Životopis
Gazi Husrev-begovu medresu završio je u Sarajevu 1966. Nakon završetka Gazi Husrev-begove medrese upisuje se na Filološki fakultet - Odsjek orijentalistike u Beogradu Kasnije nastavlja studij na Odjelu civilizacije i kulture Sveučilišta Al-Azhar u Kairu, koji uspješno diplomira 1972. Po povratku u Islamsku zajednicu bio je postavljen za vjersko-prosvjetnog referenta, a malo kasnije za sekretara Starješinstva Islamske zajednice u Makedoniji.
Nakon smrti Bedri ef. Hamida, dotadašnjeg predsjednika Starješinstva Islamske zajednice u Makedoniji, Jakub ef. Selimoski je postavljen za vršitelja dužnosti predsjednika, a zatim od strane Vrhovnog sabora Islamske zajednice SFR Jugoslavije 1981. godine imenovan za predsjednika Starješinstva Islamske zajednice u Makedoniji. Njegova spremnost i organizacione sposobnosti rezultirale su i izgradnjom i otvaranjem Isa-begove medrese u Skoplju, izgradnjom i obnovom brojnih džamija, pokretanjem izdavačke djelatnosti i prvog vjerskog informativnog lista nakon Drugog svjetskog rata u Makedoniji El-Hilal, te unapređenju vjerske pouke.
Godine 1989. Jakub ef. Selimovski imenovan je naibu-reisom, u kom periodu su obavljeni izbori na svim nivoima u Islamskoj zajednici te privedene kraju i promjene Ustava Islamske zajednice. Godinu dana kasnije, 9. ožujka 1991. godine tajnim glasanjem na sjednici Izbornog tijela za izbor reis-ul-uleme u Sarajevu, pobijedio je između četiri kandidata. Njegov izbor se uzima kao prvo slobodno, demokratsko biranje reis-ul-uleme nakon Drugog svjetskog rata. To je ujedno bio prvi i do danas jedini reis-ul-ulema koji nije bio iz Bosne i Hercegovine. Funkciju reis-ul-uleme obavljao je u vrijeme ratova u Hrvatskoj i Bosni i Hercegovini do raspada Islamske zajednice u SFR Jugoslaviji odnosno formiranja Obnoviteljskog sabora za Islamsku zajednice u Bosni i Hercegovini 1993. godine.

## Vanjske poveznice
- Na ahiret preselio Jakub ef. Selimoski, posljednji jugoslavenski reis  Arhivirana inačica izvorne stranice od 26. listopada 2019. (Wayback Machine)